# Прапор Баранівки

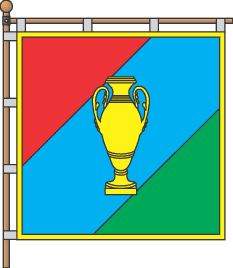
Прапор м. Баранівка

Прапор Баранівки затверджений рішенням 12 сесії міської ради 24 скликання від 27 лютого 2004 р.

## Опис
Квадратне полотнище, розділене діагонально з верхньої та вільної сторін на три рівноширокі смуги — червону, синю і зелену, у центрі — жовта ваза; по периметру прапор має тонку облямівку (завширшки в 3/100 сторони хоругви).
Автор — В.Ільїнський.